# Pool (elektriciteit)

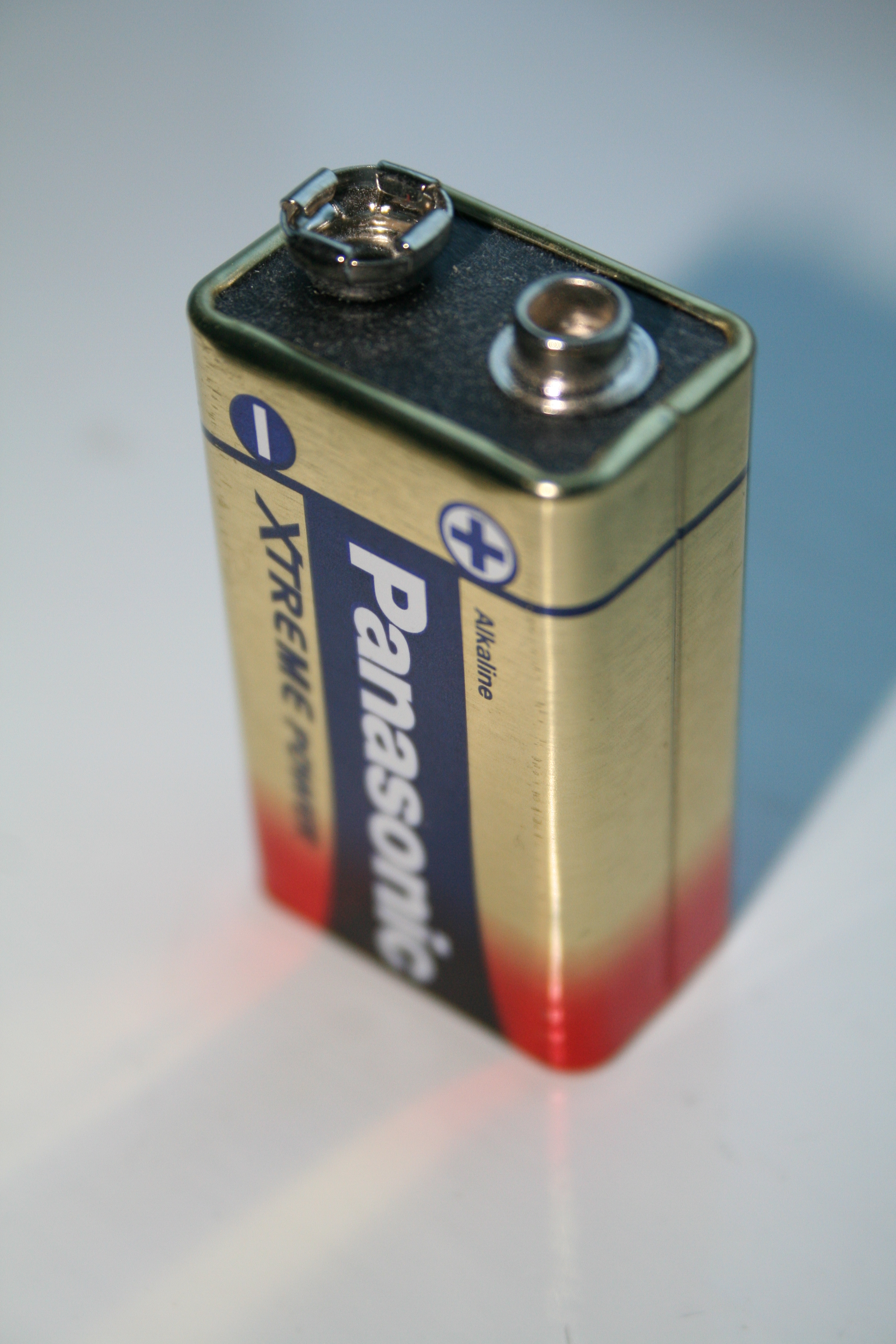
9 voltsbatterij met plus- en minpool

In de elektriciteitsleer is een pool een van de aansluitpunten van een stroombron, waartussen een elektrische spanning heerst. Zo heeft een batterij een plus- en een minpool. Tussen de twee polen staat de spanning die de batterij geeft. Door een verbinding te maken tussen de twee polen, ontstaat er een elektrische stroom.